# 어 몽키 인 윈터
어 몽키 인 윈터(Un singe en hiver, A Monkey in Winter)는 프랑스에서 제작된 앙리 베르뇌유 감독의 1962년 코미디, 드라마 영화이다. 장 가뱅 등이 주연으로 출연하였다.

## 출연

### 주연
- 장 가뱅
- 쟝 뽈 벨몽도
- 수잔느 플론
- 가브리엘르 도르지아트

### 조연
- 헬라 페트리
- 마르셀 아놀드
- 찰스 부일로